# Гамбия во Второй мировой войне

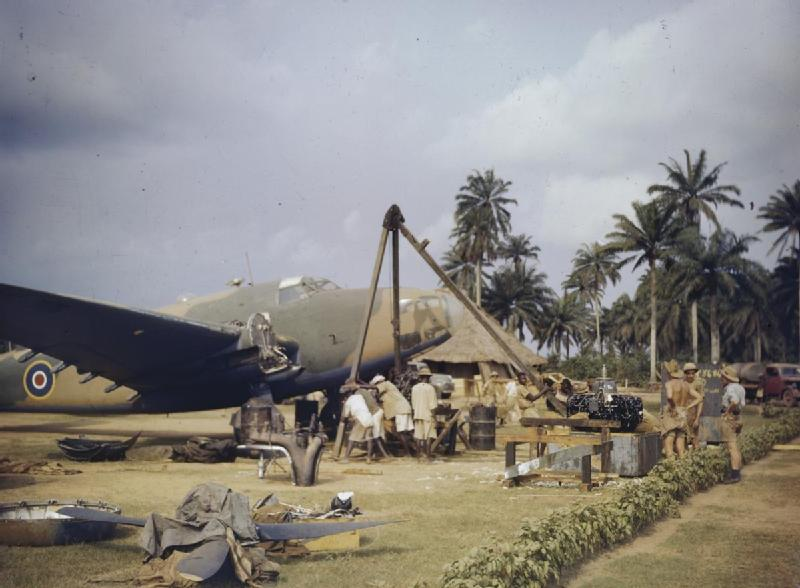
Lockheed Hudson на авиабазе Юндум.

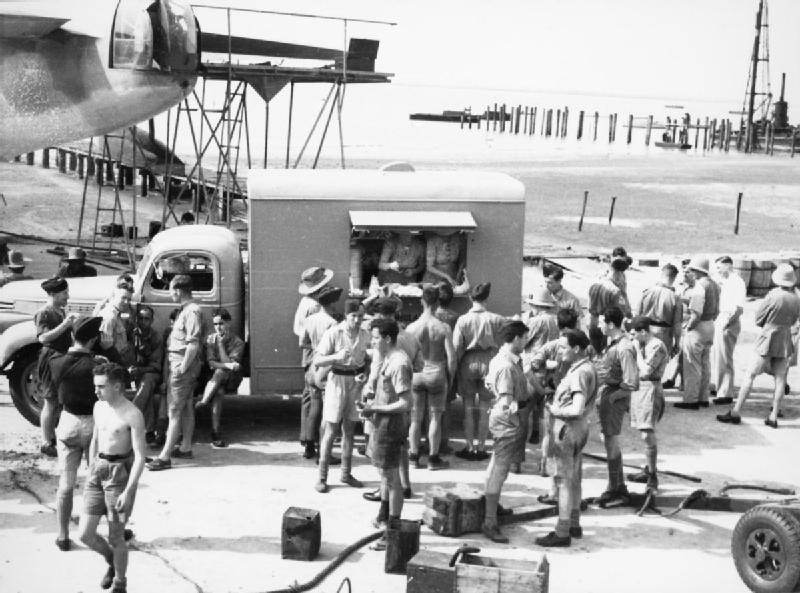
Персонал одной из авиаэскадрилий в Батерсте.

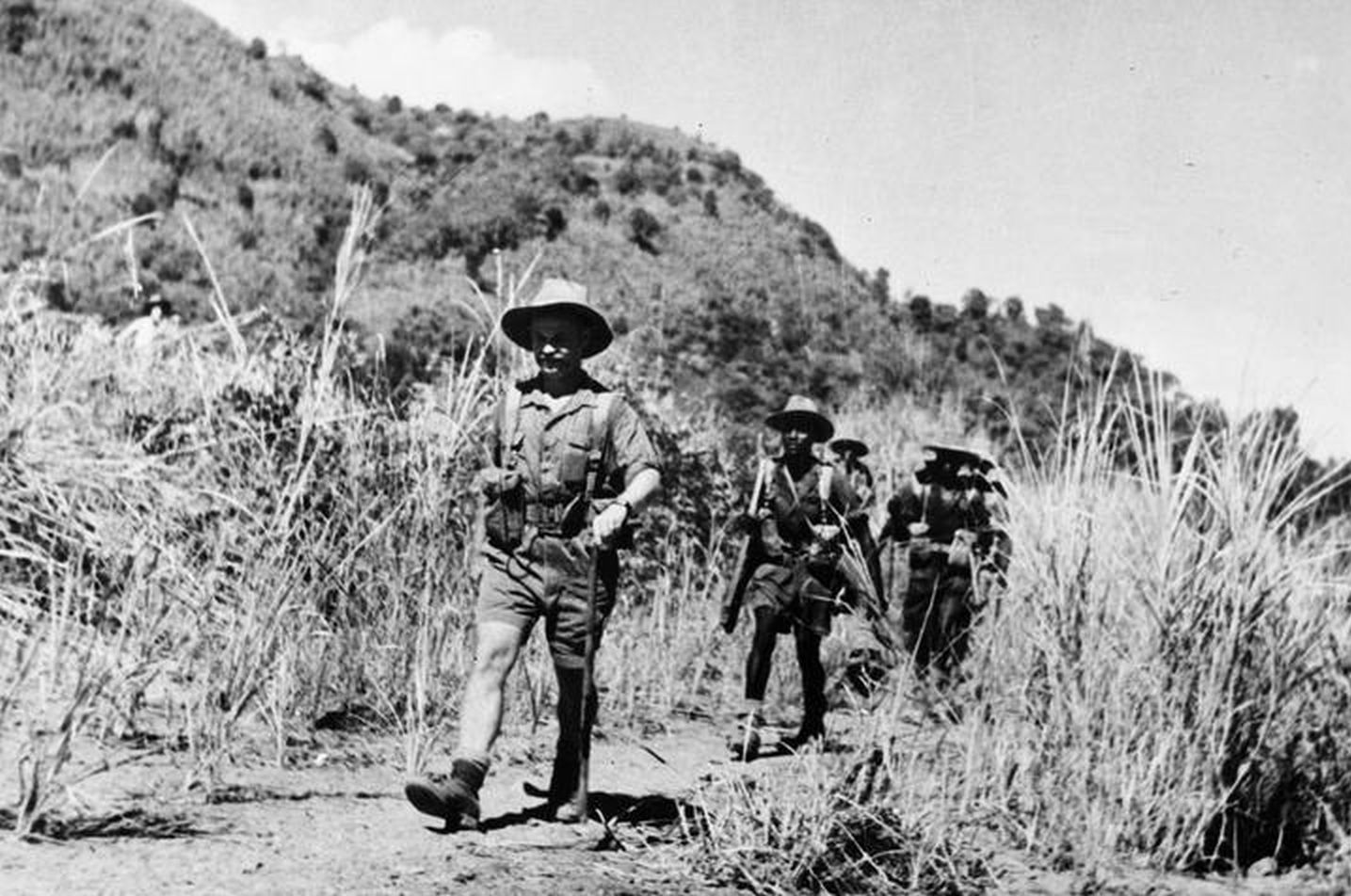
Патруль гамбийского полка в Бирме.

Во время Второй мировой войны (1939–1945) Гамбия входила в состав Британской империи как колония и протекторат. В боевых действиях от страны участвовал один полк Королевских западноафриканских пограничных войск.

## История
С началом войны в колонии сформированы отряды местной самооброны.
После падения Франции в 1940 году сосед Гамбии Сенегал присоединился к прогерманскому режиму Виши. В сентябре союзники попытались захватить его, но были разбиты в битве при Дакаре. Провал операции создал риск вторжения стран «оси» в Гамбию. Однако так как страна не являлась одним из важнейших британских владений, и её захват врагом не нанёс бы существенного ущерба, то в Лондоне не волновались из-за возможной потери. Однако британцы всё же разработали планы на случай нападения, включая схему эвакуации. При всём этом Гамбия имела некоторую ценность как пункт заправки для военных кораблей малой дальности, которые не могли достичь Фритауна.
В это же время началось наращивание колониальных воинских частей, в рамках чего гамбийская рота увеличена до полка. Было сформировано 2 батальона. 2-й батальон весь период войны находился в тылу, а 1-й с 1943 года сражался в Бирме.
С апреля 1941 по май 1942 года в колонии располагался 55-й госпиталь общего профиля. Далее, по май 1943-го, тут действовал 40-й госпиталь, а с января 1945 года по январь 1946 — 55-й. В Гамбии находилась миссия Комитета Красного Креста, оказывавшая помощь британским солдатам, пленённым во Французской Западной Африке.
В 1943 году президент США Франклин Д. Рузвельт посетил колонию. Он был потрясён бедностью, с которой столкнулся в Батерсте, столице Гамбии, и этот опыт способствовал растущей антипатии американского лидера к Британской империи.

## Авиабазы
В марте 1941 года в Батерсте построена авиабаза. Здесь базировалась 95-я эскадрилья (марта 1941 — март 1943), летавшая на патрульных бомбардировщиках Short Sunderland. В июле 1941 года в составе части сформировано истребительное крыло Hawker Hurricane. В октябре 1941 год воинское формирование преобразовано в 128-ю эскадрилью.
На другом аэродроме, Юндум, базировалась 200-я эскадрилья. Здесь также располагались 82-я, 128-я, 541-я эскадрильи и штаб 295-го крыла. Данный объект теперь является международным аэропортом Банжула.
11 ноября 1943 года самолёт Catalina IB из добровольческого резерва Королевских ВВС с бортовым номером FP122 упал в реку при заходе на посадку в Батерсте. Все пять членов экипажа погибли.

## Наследие
В Гамбии сейчас находится Фахарское военное кладбище, которое поддерживается Комиссией по военным захоронениям Содружества. Тут находятся 203 захоронения военных из разных уголков Британской империи, погибших в годы войны. Четыре захоронения неопознаны.